# Die Rancher-Fehde
Die Rancher-Fehde ist ein US-amerikanischer Western aus dem Jahr 1931 von D. Ross Lederman mit Buck Jones und John Wayne in den Hauptrollen. Der Pre-Code-Film wurde von Columbia Pictures produziert.

## Handlung
Sheriff Buck Gordon hofft, einen Weidekrieg zu stoppen, der durch das Eindringen seines Stiefvaters Mr. Turner, in John Waltons Land ausgelöst wurde. Bei einem Friedenstreffen der Kirche drängt Vandall Turner, Walton des Viehdiebstahls zu beschuldigen. Buck greift ein, um eine Schießerei zu verhindern. Nach dem Treffen besucht Clint Turner, Bucks Stiefbruder, seine Freundin Judy Walton. Walton weigert sich, Judy Clint heiraten zu lassen. 
Als Walton später einen Brief von Jed Biggers liest, wird er von einem Unbekannten hinterrücks erschossen. Waltons Rancharbeiter beschuldigen Clint des Verbrechens und Buck bleibt nichts anderes übrig, als ihn zu verhaften. Clint wird bei der folgenden Gerichtsverhandlung für schuldig befunden. Biggers kommt auf der Walton-Ranch an, um zu erklären, dass Walton glaubte, die Herde, die er von Biggers gekauft hatte, sei gestohlen. Das Gespräch wird unterbrochen, als eine schattenhafte Gestalt auf Buck schießt und ihn verletzt. Während Buck seine Wunde versorgen lässt, findet Biggers ein Kleidungsstück des mysteriösen Mannes, das am Zaun hängt. 
Am nächsten Tag werden Vorbereitungen zu Clints Hinrichtung getroffen. Turner reitet mit Biggers, Buck und Judy zur Hinrichtungsstätte. Buck bemerkt einen Riss in der Hose von Waltons Vorarbeiter, der zugibt, dass Vandall sie ihm an diesem Morgen gegeben hat. Es stellt sich heraus, dass Vandall Walton ermordet hat, um zu verhindern, dass er erfährt, dass Biggers das Vieh von Vandall gekauft hat, der es Turner gestohlen hat. Somit ist der Weidekrieg beendet, Clint wird freigelassen und kann Judy heiraten.

## Hintergrund
Gedreht wurde der Film vom 6. bis zum 15. Juli 1931 u. a. in den Vasquez Rocks.

## Veröffentlichung
Die Premiere des Films fand am 1. Dezember 1931 statt. In der Bundesrepublik Deutschland kam er 14. Juni 2013 auf DVD heraus.

## Kritiken
Der Filmkritiken-Aggregator Rotten Tomatoes hat in einer Auswertung ein Publikumsergebnis von 20 Prozent positiver Bewertungen ermittelt.
Der Kritiker des TV Guide sah einen frühen Auftritt John Waynes in einem typischen Buck-Jones-Western.